# Villers-Bouton
Villers-Bouton is een gemeente in het Franse departement Haute-Saône (regio Bourgogne-Franche-Comté) en telt 166 inwoners (2011). De plaats maakt deel uit van het arrondissement Vesoul.

## Geografie
De oppervlakte van Villers-Bouton bedraagt 5,2 km², de bevolkingsdichtheid is 31,9 inwoners per km².
De onderstaande kaart toont de ligging van Villers-Bouton met de belangrijkste infrastructuur en aangrenzende gemeenten.

## Demografie
Onderstaande figuur toont het verloop van het inwonertal (bron: INSEE-tellingen).